# Vibiana
Vibiana (łac. Vibianensis) – stolica historycznej diecezji w Cesarstwie rzymskim w prowincji Byzacena, współcześnie w Tunezji. Obecnie katolickie biskupstwo tytularne.

## Biskupi tytularni
| Lp. | Biskup         | Funkcja             | Od              | Do             |
| --- | -------------- | ------------------- | --------------- | -------------- |
| 1   | Angelo Palmas  | nuncjusz apostolski | 17 czerwca 1964 | 9 czerwca 2003 |
| 2   | Eliseo Ariotti | nuncjusz apostolski | 17 lipca 2003   |                |